# Форк-Рівер
Форк-Рівер (англ. Fork River) — поселення у складі муніципалітету Моссі-Рівер у провінції Манітоба, Канада. Розташована на берегах річки Форк, яка є притокою річки Моссі. Доступ до поселення забезпечується з автошляху Манітоба-20.

## Географія
Форк-Рівер переважно оточений сільськогосподарськими угіддями, і розташований приблизно за 13 км на південь від Вінніпегосіс, приблизно в 25 хвилинах їзди на північ від міста Дофін. Колись у громаді проживало понад 200 осіб, однак з часом чисельність населення зменшилася.
Часовий пояс: CST (UTC−6), влітку CDT (UTC−5)

## Українці у Fork River
У Форк-Рівер знаходиться українська греко-католицька церква Івана Хрестителя та кладовище.

## Інфраструктура
У минулому в поселенні було кілька магазинів, а також регулярна зупинка потягів. Однак зі зменшенням населення та занепадом залізничної інфраструктури останній магазин було закрито у 1996 році. На початку 2000-х років залізничні колії було остаточно демонтовано, і відтоді вантажні перевезення здійснюються винятково великовантажними автомобілями.
Попри це, у Форк-Рівері досі працює зерносховище, а основним шляхом сполучення є шосе Манітоба-20. Також у громаді діє ковзанка. Місцевий зал для громадських подій використовується для весіль, свят та щотижневої гри в бінго щочетверга.